# Urètre féminin
L'urètre féminin est l'urètre de la femme. C'est un conduit reliant la vessie à l'extérieur du corps et qui permet d'évacuer l'urine au cours de la miction.

## Anatomie
L'urètre féminin est un conduit musculomembraneux reliant la vessie à la vulve. Son trajet est dirigé en bas et en avant, légèrement concave vers l'avant. L'urètre mesure 4 cm de long et 6 mm de large. Il est situé en avant du vagin et en arrière de la symphyse pubienne. Les ostiums interne et externe constituent respectivement les limites supérieure et inférieure de l'urètre. On lui distingue une portion pelvienne, supérieure, et une portion périnéale, inférieure.

## Histologie
La paroi de l'urètre féminin est constituée d'une muqueuse, interne, et d'une couche musculaire, externe. La couche musculaire est elle-même divisée en une couche de muscle lisse, interne, et une couche de muscle strié, externe. L'épithélium de la muqueuse est stratifié.